# 271

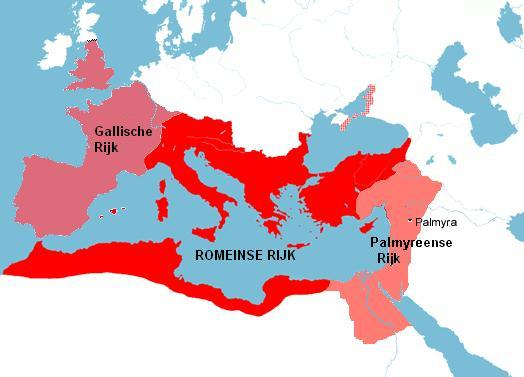
Romeinse Rijk (271)

Het jaar 271 is het 71e jaar in de 3e eeuw volgens de christelijke jaartelling.

## Gebeurtenissen

### Italië
- Voorjaar - Slag bij Placentia: De Alemannen vallen in Noord-Italië de Povlakte binnen en plunderen Piacenza. Het Romeinse leger wordt in een hinderlaag gelokt en vernietigd. In Rome breekt paniek uit onder de burgerbevolking.
- Slag bij Fano: Keizer Aurelianus hergroepeert het leger en voert versterkingen aan. Hij verslaat de Alemannen bij Fano aan de Adriatische Zee.
- Slag bij Pavia: Aurelianus achtervolgt de Alemannen in Lombardije en weet hen bij Pavia te vernietigen. De Senaat schenkt hem de eretitel Germanicus Maximus.
- Aurelianus laat de Aureliaanse Muur bouwen, Rome wordt voorzien van een stadsmuur (19 kilometer lang). De architecten maken gebruik van bestaand bouwmateriaal om de muur te versterken.
- Aurelianus voert een drastische munthervorming door en reorganiseert het bestuur van het Romeinse Rijk. De boeren worden door de inflatie erg benadeeld, hun oogsten worden geconfisqueerd.

### Europa
- Victorinus, keizer van het Gallische keizerrijk, wordt in Colonia Claudia Ara Agrippinensium (huidige Keulen) door tegenstanders vermoord. Tetricus I (r. 271 - 274) volgt hem op en voert een veldtocht tegen de Germanen aan de Rijn.

### Balkan
- Het Romeinse leger ontruimt de vooruitgeschoven provincie Dacia (Roemenië) en trekt zich terug achter de Donaugrens (limes). De inwoners worden gedwongen zich te vestigen in Moesië.

### Syrië
- Aurelianus erkent koningin Zenobia en haar zoon Vabalathus als wettige heersers over het Palmyreense Rijk (Cilicië, Syria, Palestina en Egypte).

### Perzië
- Koning Shapur I sticht de Academie van Gondesjapoer (Iran). Gevluchte nestorianen uit Edessa vinden hier bescherming tegen vervolging.

## Overleden
- Liu Shan (64), laatste keizer van het koninkrijk Shu
- Victorinus, keizer van het Gallische keizerrijk